# League Bowling
League Bowling est un jeu vidéo de bowling développé et édité par SNK en 1990 sur Neo-Geo MVS, en 1991 sur Neo-Geo AES et en 1994 sur Neo-Geo CD (NGM 019),,. Le jeu permet l'option Link-Up Feature.

## Système de jeu
Le but du jeu est de smacher le plus de quilles possible tout en lançant votre boule de bowling. Avant de jouer, vous pouvez choisir le nombre de joueurs, votre main dominante (celle qui vous sert à écrire) et la couleur de votre boule de bowling du blanc (8) au vert (15).

## Réédition
- Xbox Live Arcade
- Console virtuelle (Japon)